# Estación de El Capricho
El Capricho es una estación de la línea 5 de Metro de Madrid situada antes de la intersección de la Calle Rioja (también llamada Vía Verde de la Gasolina) con la calle Pinos de Osuna, en el barrio de Alameda de Osuna (distrito Barajas). El nombre de la estación se debe a que se encuentra cerca del parque de El Capricho.

## Historia
La estación abrió al público el 24 de noviembre de 2006 junto con la vecina estación de Alameda de Osuna. Esta es una de las estaciones más espaciosas, por el gran espacio disponible al construirla bajo la calle, al igual que con la siguiente estación y cabecera de la línea 5: Alameda de Osuna
Desde el 2 de agosto de 2014, la estación permaneció cerrada por obras de mejora de las instalaciones entre las estaciones de Alameda de Osuna y Torre Arias. El motivo de estas obras fue la renovación de la diagonal y el desvío a las cocheras de Canillejas, relacionado con la señalización e instalación de tecnología más moderna, además de pasar de balasto a hormigón las vías del tramo afectado. El servicio se restableció el 18 de agosto de 2014.

## Accesos
Vestíbulo Velero
- Velero C/ Velero, 15. Próximo a Parque de El Capricho
- Ascensor C/ Velero, 17. Para Ruta Verde

Vestíbulo Pinos de Osuna
- Pinos de Osuna C/ La Rioja (esquina C/ Pinos de Osuna, 15)

## Líneas y conexiones

### Metro

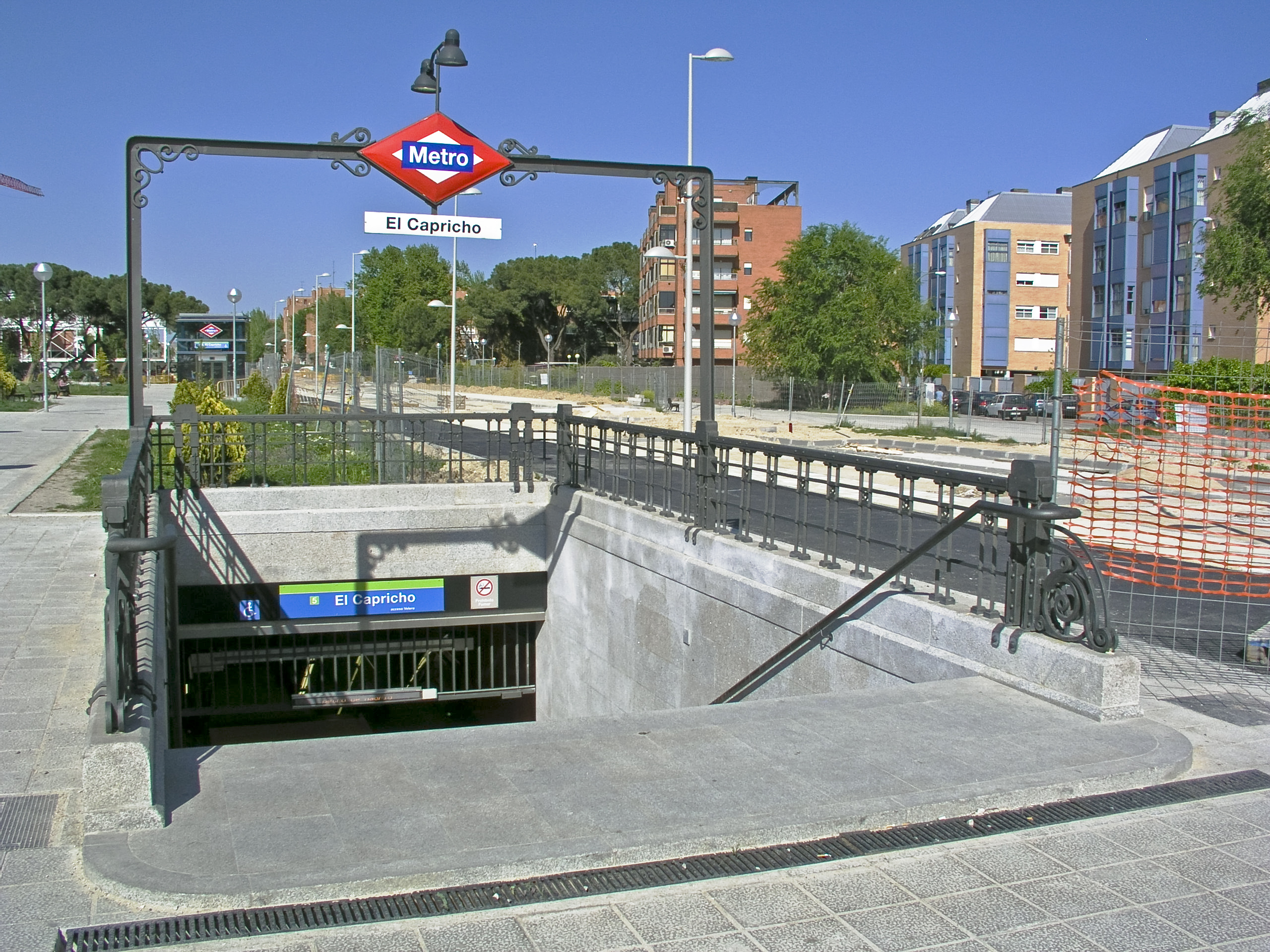
Boca de acceso a la estación ubicada en la calle Velero

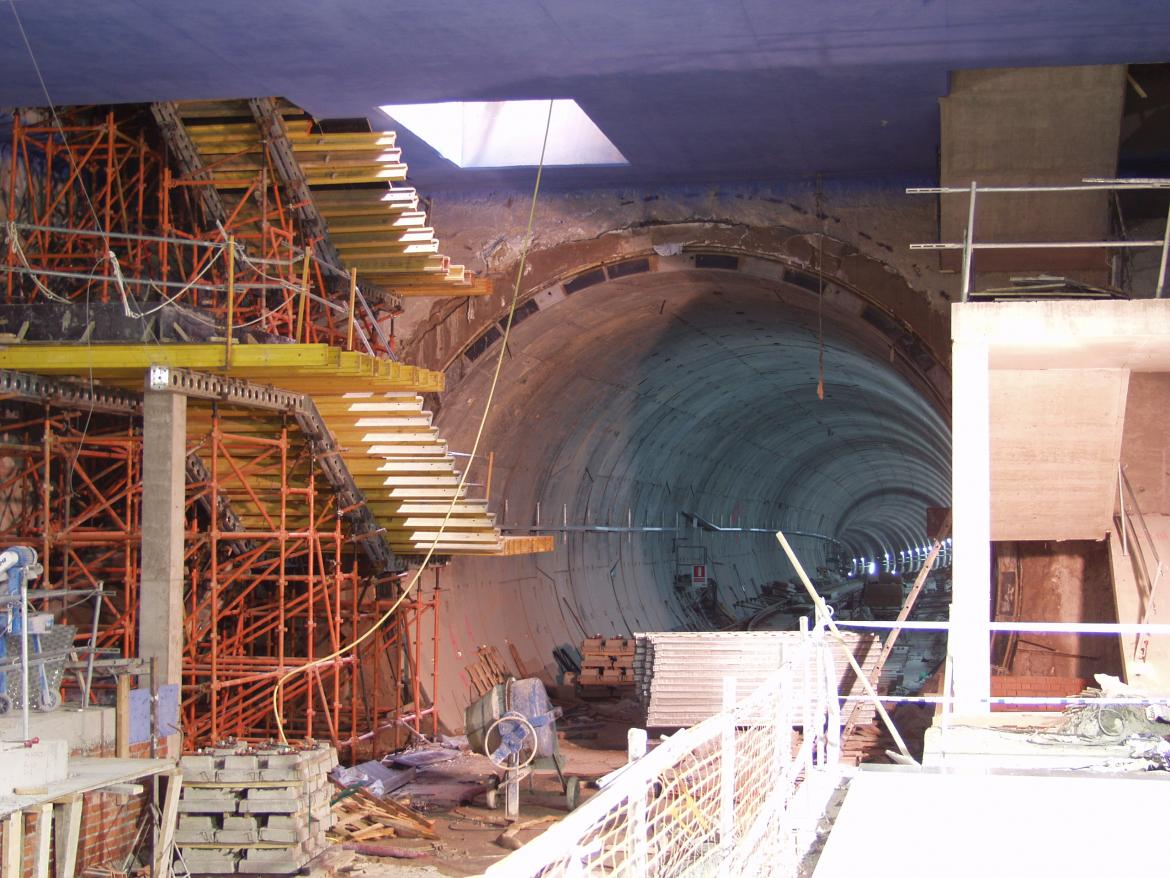
La estación en obras

| << cabecera      | línea | estación > | cabecera >>   |
| ---------------- | ----- | ---------- | ------------- |
| Alameda de Osuna |       | Canillejas | Casa de Campo |

### Autobuses
| Diurnos |                    |                     |
| Línea   | Destino            | Parada              |
| 114     | Bº Aeropuerto      | 4953 OBENQUE-VELERO |
| 114     | Avenida de América | 4954 OBENQUE-VELERO |